# 草港尾
草港尾，是臺灣彰化縣鹿港鎮的一個地名，位於該鎮最北端。就行政區而言，範圍大致包括草中里西大半部、山崙里、洋厝里西北端。

## 歷史
台灣清治末期至日治初期，草港尾地區為一街庄，稱為「草港尾庄」，隸屬於馬芝堡。該庄昔日西邊臨海，海岸線約在今崙尾、下山寮聚落西側連線一帶，其外側有大片沙洲；北與下見口庄、下犁庄為鄰，東與草港中庄為鄰，南邊為南勢庄、海埔厝庄。
1901年（日治明治三十四年）11月，該庄隸屬於彰化廳。1909年（明治四十二年）10月，改隸屬於臺中廳。1920年（大正九年），該庄改制為「草港尾」大字，隸屬於臺中州彰化郡鹿港街。
戰後鹿港街改制為鹿港鎮，隸屬於彰化縣，大字亦改制為里。

## 海岸變遷
相較於1904年《臺灣堡圖》所繪，草港尾地區海岸線已向西延伸約1,500公尺。

## 彰化濱海工業區崙尾區

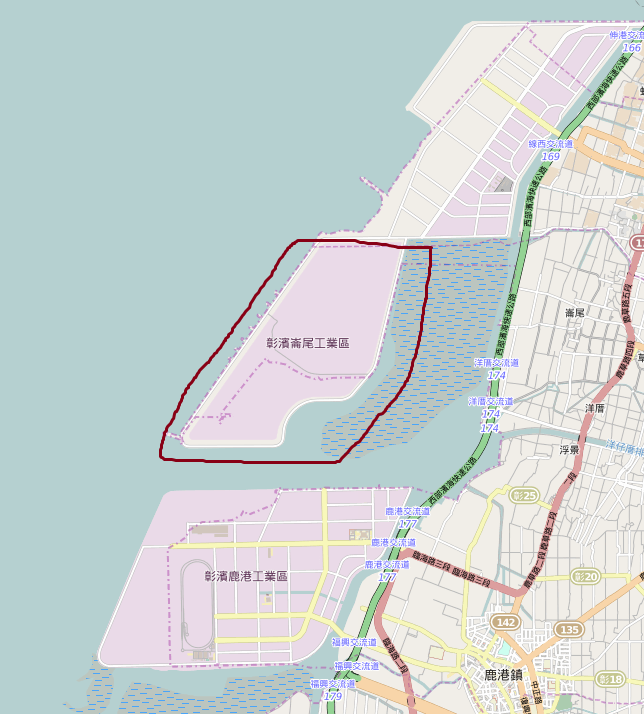
彰化濱海工業區崙尾區

彰化濱海工業區崙尾區，又名為「彰濱崙尾工業區」，是位於草港尾地區西部「線西水道」外的填海新生地，北與彰化濱海工業區線西區以陸地連接。兩者共同形成一個半島，透過慶安北路與臺灣本島相連。
彰濱崙尾工業區現已填海造陸7.44平方公里，計畫面積為1,343公頃（13.43平方公里）。目前尚無任何工廠進駐，僅設置風車和台電與中華電信於區內興建的「彰濱太陽光電廠」，而肉粽角灘地位於本區。

## 交通
省道台17線又稱「西部濱海公路」，大致以南北向經過草港尾地區東部，往北可前往線西、伸港、梧棲、清水等地，往南可前往芳苑、麥寮、台西、東石等地。
省道台61線又稱「西部濱海快速公路」，亦以南北向經過本地區西部海岸地帶，可快速前往台灣西部海岸各地。
鄉道彰22線（崙尾巷、福崙街、鹿草路四段、頂草路四段）是崙尾至草港的道路，為草港尾地區內部主要的橫向連絡道路。
頂草路所謂的「草」就是指草港尾，是連接頂番婆的一條聯絡公路。

## 學校
- 草港國小（大部分）